# Хотароаја (Валча)
Хотароаја (рум. Hotăroaia) насеље је у Румунији у округу Валча у општини Рошииле. Oпштина се налази на надморској висини од 282 m.

## Становништво
Према подацима из 2002. године у насељу је живело 349 становника, од којих су сви румунске националности.